# Perceneige
Perceneige – miejscowość i gmina we Francji, w regionie Burgundia-Franche-Comté, w departamencie Yonne.
Według danych na rok 1990 gminę zamieszkiwało 731 osób, a gęstość zaludnienia wynosiła 12 osób/km² (wśród 2044 gmin Burgundii Perceneige plasuje się na 326. miejscu pod względem liczby ludności, natomiast pod względem powierzchni na miejscu 7.).